# Habic
Habic – wieś w Rumunii, w okręgu Marusza, w gminie Petelea. W 2011 roku liczyła 294 mieszkańców.